# Southeast Roseau (Minnesota)
Southeast Roseau es un territorio no organizado ubicado en el condado de Roseau en el estado estadounidense de Minnesota. En el Censo de 2010 tenía una población de 231 habitantes y una densidad poblacional de 0,5 personas por km².

## Geografía
Southeast Roseau se encuentra ubicado en las coordenadas 48°43′55″N 95°25′53″O / 48.73194, -95.43139. Según la Oficina del Censo de los Estados Unidos, Southeast Roseau tiene una superficie total de 463.83 km², de la cual 462.85 km² corresponden a tierra firme y (0.21%) 0.98 km² es agua.

## Demografía
Según el censo de 2010, había 231 personas residiendo en Southeast Roseau. La densidad de población era de 0,5 hab./km². De los 231 habitantes, Southeast Roseau estaba compuesto por el 97.4% blancos, el 0% eran afroamericanos, el 1.73% eran amerindios, el 0% eran asiáticos, el 0% eran isleños del Pacífico, el 0% eran de otras razas y el 0.87% pertenecían a dos o más razas. Del total de la población el 0% eran hispanos o latinos de cualquier raza.